# Herènnia Etruscil·la
Herènnia Etruscil·la (en llatí Herennia Cupressenia Etruscilla) va ser una dama romana esposa de l'emperador Deci.
El seu nom complet era Annia Cupressenia Herennia Etruscilla. D'aquesta forma el trobem en algunes monedes i en una inscripció a Carseoli. Va ser mare dels emperadors Herenni Etrusc i Hostilià. Va exercir com a regent de l'Imperi Romà durant el regnat del seu fill Hostilià l'any 251.
Com passa amb altres emperadrius romanes, se sap molt poca cosa d'ella. Era probablement d'una família senatorial i pertanyia a la gens Ànnia. Se suposa que els seus avantpassats es van establir en territori etrusc. Herènnia es va casar amb Deci probablement abans de l'any 230 i va adquirir el títol d'Augusta quan Deci es va convertir en emperador l'any 249. Quan Deci i Herenni van ser derrotats i morts a la batalla d'Abritus el 251, es va convertir en regent, ja que el seu fill Hostilià era menor d'edat, tenia 13 anys. Hostilià va morir de pesta el mateix any, i així va acabar seu mandat com a regent. No se'n sap res més d'ella.